# Françoise Babou de la Bourdaisière
Pour les autres membres de la famille, voir Famille Babou de la Bourdaisière.
Françoise Babou de la Bourdaisière, née vers 1540 ou 1542, et morte le 9 juin 1592 à Issoire, est une aristocrate française. 
Elle est la mère de Gabrielle d'Estrées.

## Biographie
En 1540, elle naît de l'union de Jean Babou, comte de Sagonne, et de Françoise Robertet (fille d'un ministre d'Henri II), dans une fratrie d'une quinzaine d'enfants :

### Frères
- Georges Babou, seigneur de La Bourdaisière, comte de Sagonne, chevalier des ordres du roi et capitaine de 100 gentilshommes de sa maison. Comme tant d'autres, il se rallie à Henri IV qu'il avait combattu d'abord. Il meurt en 1607.
- Jean Babou, seigneur de La Bourdaisière, comte de Sagonne, né vers 1554. En 1567, il est gentilhomme servant le duc d'Alençon. En 1575 il est gentilhomme ordinaire de la Chambre du roi. En 1576, il est chambellan ordinaire du duc d'Anjou. Il meurt en septembre 1589, lors de la bataille d'Arques[1]

### Sœurs
- Marie, épouse de Claude de Beauvilliers.
- Madeleine, religieuse bénédictine.
- Isabeau, épouse de François d'Escoubleau, seigneur de Sourdis, gouverneur de Chartres, dont : François d'Escoubleau de Sourdis (1574-1628) cardinal, archevêque de Bordeaux, et Henri d'Escoubleau de Sourdis (1593-1645), évêque et archevêque.
- Antoinette, épouse de Jean du Plantadis, maître des requêtes et chef du conseil de la reine Louise de Lorraine.

### Mariage et descendance
Françoise Babou de la Bourdaisière épouse, à Chartres en février 1559, un futur grand-maître de l'artillerie Antoine d'Estrées, marquis de Cœuvres. De ce mariage naîtront neuf enfants dont sept filles :
- Catherine d'Estrées, née vers 1562 ;
- Françoise d'Estrées (1564-1669) ;
- Marguerite d'Estrées, née en 1565 ;
- Diane d'Estrées (1566-1618) qui épousa Jean de Montluc de Balagny ;
- Angélique d'Estrées (1570-1634), abbesse de Maubuisson;
- Gabrielle d'Estrées (1571-1599), maîtresse d'Henri de Navarre de 1590 à sa mort : d'où César de Vendôme (Louis XV en descend) ;
- François-Annibal Ier, duc d'Estrées, (Vers 1572-1670), qui épousa Marie de Béthune, nièce de Sully ;
- François-Louis d'Estrées (Vers 1575-1594) ;
- Julienne-Hypolite-Joséphine d'Estrées (1580-1657) qui épousa Georges de Brancas, duc de Villars ;

Dès 1564, elle eut comme amant Louis de Béranger du Guast, mestre de camp du régiment des Gardes françaises,.
En 1589, abandonnant sa famille - elle confie ses enfants à sa sœur Isabeau Babou (femme de François d'Escoubleau de Sourdis et amie intime du chancelier Philippe Hurault de Cheverny) - , elle fuit à Issoire, avec son amant  depuis plusieurs années, Yves IV marquis d'Allègre (cf. l'article Yves d'Alègre > Famille), gouverneur de cette ville. À 47 ans, elle a un enfant  de lui.
En 1592, à Issoire, lors d'une émeute pendant la guerre de la Ligue, ils sont tous deux  assassinés, le 9 juin.

## Anecdotes
Dans son livre Les Vies des dames galantes, Brantôme — comme souvent bien renseigné — écrit de Françoise Babou de la Bourdaisière ce passage : 

« Elle avoit la toison si longue qu'elle les entortilloit avec des cordons ou rubans de soye cramoisie ou autre couleur, et se les frizonnoit ainsi comme des frizons de perruques, et puis se les attachoit à ses cuisses ; en un tel estat quelquesfois se les presentoit à son mary et à son amant ; ou bien se les destortoit de son ruban et cordon, si qu'elles paroissoient frizonnées par après, et plus gentilles qu'elles n'eussent fait autrement. Il y avoit bien là de la curiosité et de la paillardise et tout : car ne pouvant d'elle-mesme faire et suivre ses frizons, il falloit qu'une de ses femmes, de ses plus favorites, la servît en cela, en quoy ne peut estre autrement qu'il n'y ait de la lubricité en toutes façon qu'on pourra imaginer. »

D'autres anecdotes la concernant ont été notées par des contemporains et reprises par des historiens, dont le mémorialiste Saint-Simon. Par exemple, Madame d'Estrée serait l'Astrée du poème de Ronsard,.